# Cerithiopsis onealensis
Cerithiopsis onealensis är en snäckart som beskrevs av Bartsch 1921. Cerithiopsis onealensis ingår i släktet Cerithiopsis och familjen Cerithiopsidae. Inga underarter finns listade i Catalogue of Life.